# Djylian N'Guessan
Djylian N'Guessan (Saint-Nazaire, 30 augustus 2008) is een Frans voetballer die bij voorkeur als vleugelspeler speelt. Hij speelt voor Saint-Étienne.

## Clubcarrière
N'Guessan sloot zich op zesjarige leeftijd aan in de jeugdacademie van Saint-Étienne. Op 4 januari 2025 debuteerde hij op zestienjarige leeftijd in de Ligue 1 tegen Stade de Reims. Op 19 januari 2025 kreeg hij zijn eerste basisplaats tegen Nantes.